# Johan Bohman
Johan Bohman, född 22 november 1790 i Kisa socken, död 1 november 1842, var en svensk präst, översättare och topografisk författare.
Johan Bohman, som var son till tingsskrivaren och senare inspektoren Anders Bohman, praktiserade på ett handelskontor i Göteborg. Han hade haft för avsikt att resa utomlands för att utbilda sig till handelsman, men sjukdom tvingade honom att skrinlägga planerna. Bohman studerade i Söderköping och Linköping och blev student vid Uppsala universitet 1810. Han genomgick prästseminarium och prästvigdes 1815. Från 1815 var Bohman adjunkt i Trehörna socken, från 1817 i Varvs socken och blev senare samma år adjunkt i Häradshammars socken. 1819 blev han adjunkt hos komministern i Norrköping och lärare i ritning och främmande språk vid lärdomsskolan där, 1822 adjunkt i Rogslösa socken och 1827 vice pastor där. Bohman utsågs 1830 till adjunkt i Herrestads socken, 1831 komminister i Kuddby socken. Han utnämndes 1842 till komminister i Skeppsås och Älvestad men hann aldrig tillträda positionen.
Han hade stort intresse för musik och byggde gitarrer, som sägs ha varit lika goda instrument som instrumentmakarnas. Han kom aldrig att avancera särskilt långt inom prästbanan, men ansågs som en god predikant och fick vid 1831 års prästmöte uppdraget att hålla nästa mötes predikan. Hans stora intresse låg dock i naturstudier, och utgav en stor mängd topografiska skrifter. Mest känd blev hans första Omberg och dess omgifningar (1829). Bland hans senare arbeten märks Wettern och dess kuster (1834 och 1840) samt en Swenska kyrkans högmässo-texter (1839). Bohman översatte och bearbetade också ett mindre antal utländska arbeten.